# -stan

-stan ist eine Endsilbe in den Namen zahlreicher Länder sowie Regionen in von indoiranisch- und turksprachigen Völkern besiedelten Gebieten, vor allem in Zentralasien und auf dem indischen Subkontinent.

## Herkunft und Bedeutung
-stan, persisch ـستان, DMG -stān, kurdisch -stan, bedeutet „Ort des“ oder „Heimat von“ und geht auf einen indoiranischen sowie indoarischen Grundausdruck für „Ort“ oder „wo man steht“ zurück. Außerdem enthält der Begriff eine weitere Bedeutung als „Ort der Zeit“: So heißt der „Frühling“ neben persisch بهار, DMG Bahār und kurdisch Bihar auch persisch بهارستان, DMG Bahārestān, ‚Frühlingszeit‘ und kurdisch biharistan, der „Sommer“ persisch تابستان, DMG Tābestān, ‚Hitzezeit‘ und kurdisch tavistan sowie der „Winter “ persisch زمستان, DMG Zemestān, ‚Kältezeit‘ und kurdisch civistan.
-stan erscheint auch in anderen Ortsbezeichnungen, wie z. B. im Namen Registan des berühmten Platzes in Samarqand, der sich aus persisch ريگستان, DMG Rēgistān/Rīgestān, ‚Sandort, Wüste‘ herleitet, oder auch im Wort گلستان, DMG Golestān/Gulistān, ‚Ort der Rosen, Rosengarten‘, einem berühmten Werk des persischen Dichters Saadi aus dem 13. Jahrhundert. Im Hindi findet sich die Endsilbe im Wort devasthan für „Ort der Devas“ oder „Tempel“.
Die entsprechende Form im Sanskrit ist -sthāna (st̪ʰaːna, स्थान in Devanagari). Beide Formen beruhen auf der indogermanischen Wurzel *steh₂- für „stehen“, die auch Wörtern wie staan im Niederländischen, stand im Englischen, stare im Lateinischen und histamai (ἵσταμαι) im Altgriechischen zugrunde liegt und ebenfalls jeweils die Bedeutung „stehen“ besitzt.
In den slawischen Sprachen können zahlreiche weitere Wörter auf diese Wurzel zurückgeführt werden. Beispiele sind im Polnischen stan für „Zustand“ oder „Staat“ sowie im Russischen стан (stan) für „Siedlung“ oder „Lager“. In südslawischen Sprachen der Balkanhalbinsel steht stan für „Wohnung“, im Sorbischen für „Zelt“. Auch in germanischen Wörtern wie Stand/Statt/Stätte/Stadt (Ort, Stelle) ist die Wurzel erhalten.

## Staatsnamen, die auf-stanenden
- Afghanistan
- Kasachstan
- Kirgisistan (auch Kirgistan)
- Pakistan
- Tadschikistan
- Turkmenistan
- Usbekistan

## Andere Regionen und Namensverbindungen
- Arabistan – im engeren Sinne Chusistan, im weiteren Sinne Gebiete im Iran, die einst von Arabern besiedelt wurden, sowie allgemein عربستان, DMG ‘Arabestān als heutige persische Bezeichnung für „Land der Araber“, vor allem Saudi-Arabien
- Belutschistan – Provinz im Westen Pakistans und Region im Südosten Irans
- Gilgit-Baltistan – Region in Kaschmir
- Baschkortostan – eine autonome Republik der Russischen Föderation
- Bantustan – in Südafrika während des Apartheid-Regimes Sammelbezeichnung für die der schwarzen Mehrheitsbevölkerung zugewiesenen Siedlungsgebiete (Homelands), auch Pluralform „Bantustans“ in Gebrauch
- Chuzestan, Khuzestan – ein Gebiet im Südwesten Irans
- Dagestan – ein autonomes Gebiet der Russischen Föderation
- Gulistan – „Rosengarten“ in Persisch: eine iranische Provinz; der Golestanpalast in Teheran, der möglicherweise nach der gleichnamigen Gedichtsammlung von Saadi benannt wurde
- Hayastan – Bezeichnung für Armenien auf Armenisch
- Hazaristan – Region in Afghanistan
- Hindustan – heutige Republik Indien
- Kabulistan – Region in Afghanistan
- Kafiristan – alte Bezeichnung für Nuristan
- Karakalpakistan – eine autonome Republik im Westen Usbekistans
- Khalistan – die Vision eines Sikhstaates
- Kurdistan – Siedlungsgebiet von Kurden im Nahen Osten, Teilgebiete davon sind die Autonome Region Kurdistan im Irak und die iranische Provinz Kordestān
- Lasistan – ehemalige osmanische Provinz der Lasen im Südkaukasus
- Lorestan (auch Luristan) – ein Gebiet im Westen Irans
- Nuristan – afghanische Provinz
- Rajasthan – indischer Bundesstaat
- Registan – historische Stätte in Buchara und Samarkand, Sandwüste in Südafghanistan (wörtlich „Sandland“)
- Sistan – eine iranische Provinz
- Tatarstan – eine autonome Republik der Russischen Föderation
- Turkestan – „Land der Türken“, zumeist historisch gebraucht, eine Region in Zentralasien mit historisch unterschiedlichem Bestand
- Wasiristan – eine Bergregion im nordwestlichen Pakistan an der Grenze zu Afghanistan
- Zabulistan – historische Region in Zentralasien

## Städte
- Takestan – Stadt im Iran, westlich von Teheran
- Türkistan – Stadt in Kasachstan

## Fiktive Regionen
- Absurdistan
- Ardistan und Dschinnistan
- Hamastan (für den durch die Hamas regierten Gazastreifen)
- Kisbekistan
- Lampukistan

## Begriffe mit-stanin anderen Sprachen
- Bulgaristan – türkischer Name Bulgariens, persisch بلغارستان, DMG Bolġārestān
- Ermenistan – türkischer Name Armeniens, persisch ارمنستان, DMG Armanestān
- Gürcistan – türkischer Name Georgiens, persisch گرجستان, DMG Gorǧestān
- Hayastan – Armeniens Name in der eigenen Landessprache, armenisch Հայաստան
- Hırvatistan – türkischer Name für Kroatien, vgl. den kroatischen und den ungarischen Landesnamen Hrvatska bzw. Horvátország
- Hindistan – türkischer Name Indiens, von persisch هندوستان, DMG Hendūstān
- Lehistan – persischer (لهستان, DMG Lehestān), türkischer (für die Zeit vor den polnischen Teilungen) und krimtatarischer Name Polens (wobei Leh- auf Herzog Lech, den legendären Urvater Polens, oder den westslawischen Stamm der Lendizen zurückzuführen ist)
- Macaristan – türkischer Name Ungarns (wobei Macar- auf die ungarische Eigenbezeichnung und die Bevölkerungsmehrheit der Magyaren zurückzuführen ist), persisch مجارستان, DMG Maǧārestān
- Rigestan (persisch ريگستان, DMG Rīgestān) – geographische Bezeichnung für die Wüsten in Iran, Afghanistan und Zentralasien
- Çeçenistan – türkischer und ursprünglicher persischer Name (چچنستان, DMG Čečenestān) Tschetscheniens
- Yunanistan – türkischer Name Griechenlands, persisch يونانستان, DMG Yūnānestān (wobei Yunan- auf den Stamm der Ionier zurückzuführen ist)
- Sırbistan – türkischer Name Serbiens, persisch صربستان, DMG Ṣerbestān
- Vrastan – armenischer Name Georgiens, armenisch Վրաստան

Darüber hinaus besteht in nordgermanischen Sprachen der Begriff Langtbortistan für ein fiktives Land, das durch die Verwendung in dänisch- und schwedischsprachigen Zeichentrickfilmen populär wurde. Es ist eine wörtliche Übersetzung des englischen Originalbegriffes Remotistan, die in einer 1958 von Carl Fallberg und Paul Murry produzierten Geschichte über den fliegenden Elefanten Dumbo erstmals Erwähnung fand (abweichende Varianten sind Faroffistan und Farawaystan). Im Deutschen wäre der Begriff in etwa mit Weitwegistan zu übersetzen. Als Bezeichnung ferner und fremder Gegenden und Kulturen ist Langtbortistan bereits seit Beginn der 1970er Jahre fester Bestandteil vor allem der dänischen Alltagssprache. Es wurde zudem 2001 in das dänische Wörterbuch aufgenommen.

## Weiteres
1992 gründete die Schweiz einen Wirtschaftsbund mit Ländern des Ostens unter dem Übernamen Helvetistan.